# Lejzor Szrajbman

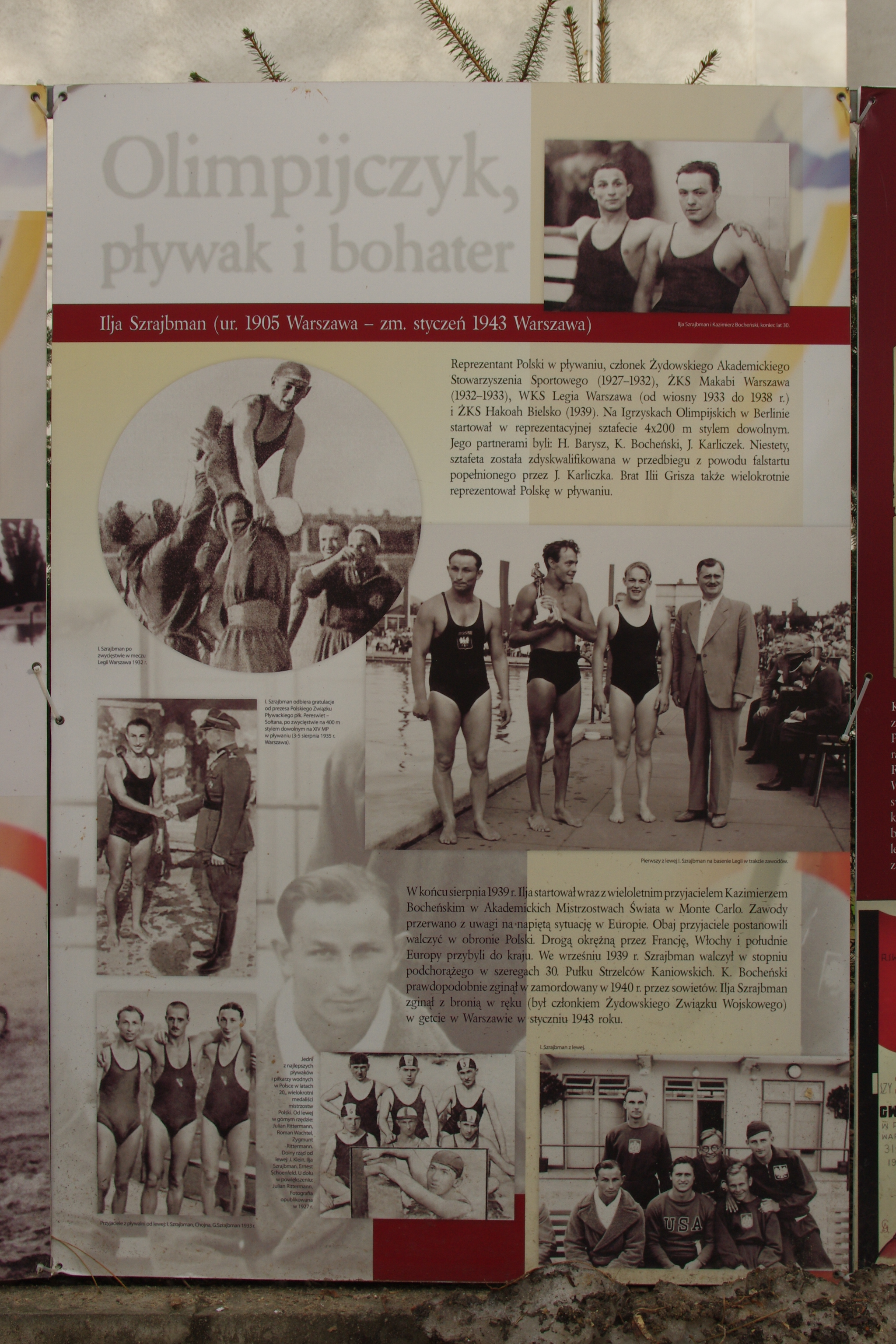
Fragment wystawy plenerowej „Sport Żydowski w przedwojennej Warszawie” autorstwa dr Jarosława Rokickiego, przygotowanej przez Fundacje im. prof. Mojżesza Schorra, a prezentowanej na przełomie 2012/2013 r., przy ul. Twardej 6 w Warszawie. Na fotografii fragment tablicy pt. „Olimpijczyk, pływak i bohater – Ilija Szrajbman (ur. 1905 Warszawa – zm. styczeń 1943 Warszawa)

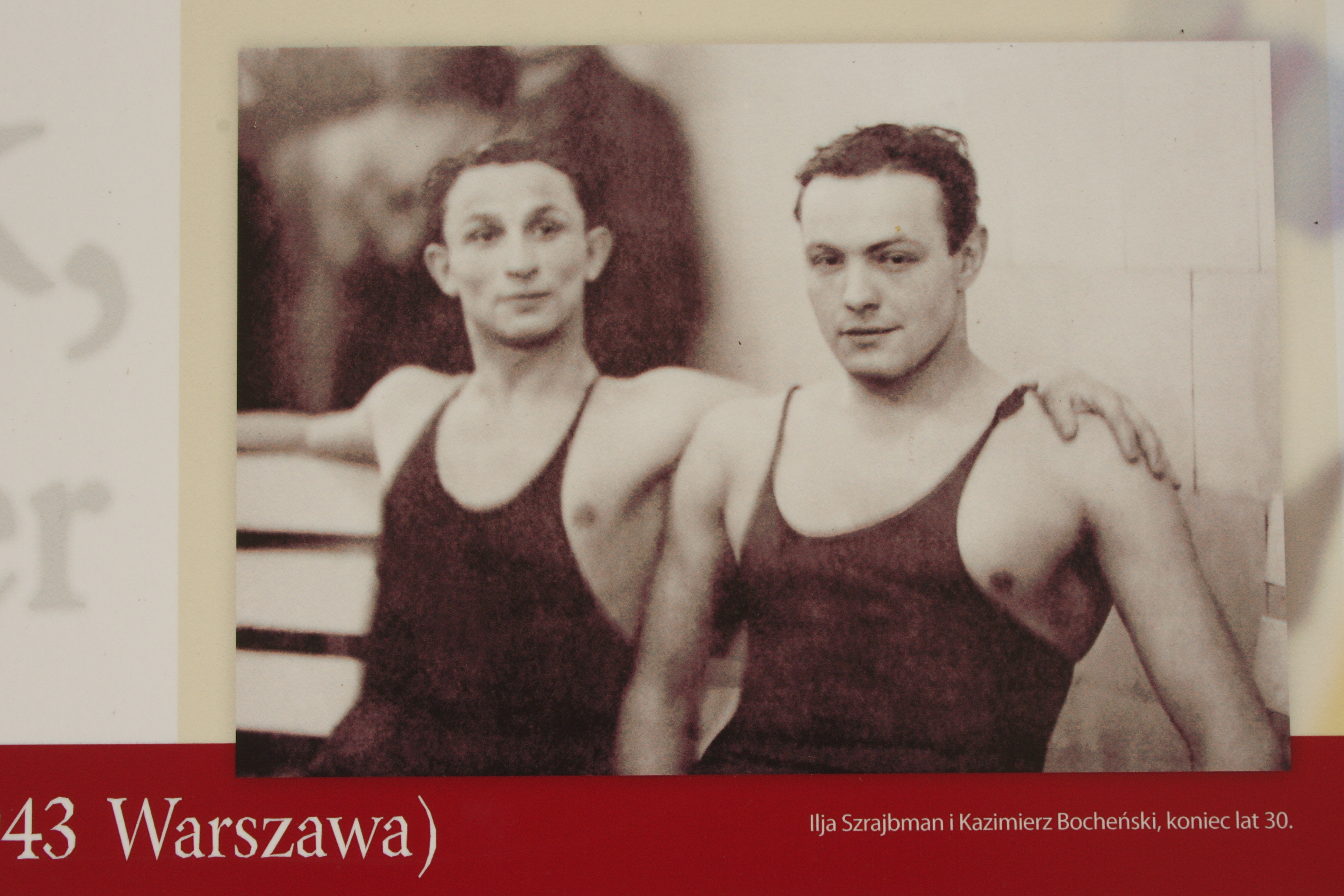
Fragment wystawy plenerowej „Sport Żydowski w przedwojennej Warszawie” Fragment z reprodukcją zdjęcia Ilii Szrajbmana z Kazimierzem Bocheńskim

Lejzor Ilia Szrajbman (ur. 25 grudnia 1905 w Warszawie, zm. 1943 tamże) – polski pływak, olimpijczyk, narodowości żydowskiej; ofiara Holocaustu.

## Życiorys
Był synem Lejzora i Maszy z Goldsztejnów. Uczęszczał do Gimnazjum Męskiego Wacława Szwedkowskiego w Siedlcach, maturę zdał w 1929. Odbył służbę wojskową w Szkole Podchorążych Rezerwy Artylerii we Włodzimierzu Wołyńskim, przypisany został do 9 Pułku Artylerii Lekkiej.
Od czasów gimnazjalnych uprawiał pływanie, pod koniec lat 20. należał już do krajowej czołówki w stylu dowolnym. Zdobył mistrzostwo Polski na 400 m stylem dowolnym (1935) i w sztafecie 4x200 m stylem dowolnym (1938), był też kilkakrotnie wicemistrzem Polski (100 m stylem dowolnym: 1930, 1931, 1932, 1934, 1938; 200 m stylem dowolnym 1934; 400 m stylem dowolnym 1934; 1500 m stylem dowolnym 1934; sztafeta 3x100 m stylem zmiennym 1934). Reprezentował barwy Żydowskiego Akademickiego Stowarzyszenia Sportowego w Warszawie (do 1933), następnie warszawskiej Legii (1933-1938) i Hakoahu Bielsko (1939). Poza pływaniem trenował piłkę wodną.
W 1934 reprezentował Polskę – bez sukcesów – na mistrzostwach Europy. W 1936 został powołany do reprezentacji olimpijskiej na igrzyska w Berlinie. Wraz z Kazimierzem Bocheńskim, Helmutem Baryszem i Joachimem Karliczkiem wystąpił w sztafecie 4x200 m stylem dowolnym, ale polski zespół już na etapie przedbiegu został zdyskwalifikowany po falstarcie Karliczka.
Zginął w czasie wojny w getcie warszawskim.